# الكومي (مسلسل)
مسلسل الكومي بطولة ممدوح عبد العليم وإلهام شاهين وهشام سليم ورجاء حسين ومحمود الجندي ومحمد الشقنقيري ووفاء عامر وغيرهم من النجوم. تحكي قصة المسلسل حول شاب صعيدي يحلم أن يصبح غنيًا ولكن الظروف لا تسمح بسبب أنه من عائله فقيرة ويفكر في الذهاب إلى القاهرة حتى يعمل هناك وتدور احداث المسلسل في اطار درامي.